# Loggetta destra
La Loggetta destra è un ambiente affrescato (larghezza circa 700 cm) del transetto destro della basilica superiore di San Francesco di Assisi, attribuito a un maestro romano e databile attorno al 1277-1283 circa. 

## Storia
La presenza di un maestro gotico probabilmente transalpino (francese, inglese o di area tedesca) nel cantiere della decorazione ad affresco del presbiterio della basilica superiore è un fatto accertato dalla critica (che parlò di un Maestro Oltremontano), sebbene non accolto da tutti gli studiosi (in tempi recenti Federico Zeri parlò della bottega di Cimabue). L'attività di questo maestro si sarebbe svolta contemporaneamente a quella di Cimabue, con una possibile collaborazione fin dall'abside (lunetta con Annuncio a Gioacchino e sua offerta) e poi la separazione affidando la parte superiore del transetto sinistro al fiorentino e di quello destro allo straniero. Infine, alla partenza di tale maestro, lasciò il completamento del transetto a un suo collaboratore, che ne riprese i moduli decorativi, ma usò una cifra stilistica del tutto diversa, di matrice romana. 
La datazione degli affreschi di questa porzione della basilica segue dunque quella legata a Cimabue, assestandosi in un periodo tra il 1277, anno dell'elezione al soglio pontificio di Niccolò III e il 1283 circa, sebbene molti studiosi abbiano proposto oscillazioni diverse.
Anche questi lavori sono in condizioni mediocri o pessime, spesso interessante dalla perdita di interi, ampi brani di pittura, da ritocchi e ridipinture, oppure dall'ossidazione in alcuni punti del bianco di biacca, che ha portato a un ribaltamento dei toni chiari/scuri, come in un negativo fotografico.

## Descrizione e stile
La loggetta sinistra è composta da un vano sulla cui parete di fondo sono dipinte della grandi figure intere di santi; oltre le colonnine e gli archetti trilobati, l'artista, riprendendo la decorazione della loggetta sinistra, dipinse una serie di cuspidi gotiche, intervallate da pinnacoli e da medaglioni con busti d'angeli. 
Il confronto coi santi sul lato opposto mostra un'evidente differenza di stile, con un atteggiamento più severo e ieratico, il disegno a righe sottilissime (invece delle forti linee di contorno gotiche) e la volumetria più smaccatamente classica o neoellenica (con riferimento all'arte bizantina riformata secondo un gusto più monumentale), anche se ancora statiche. Risentono ancora del linearismo dell'altro maestro, ma sono più robuste e scultoree, avvicinandosi ormai più alle figure di Pietro Cavallini, sebbene non ne raggiungano mai la potenza plastica. 
Gli angeli appaiono come fatti in serie, più imbambolati e uniformi, le cuspidi più sommarie e dalla decorazione più monotona. Domina l'ocra-giallo, al posto delle squillanti tinte turchesi e rosse del Maestro Oltremontano. 

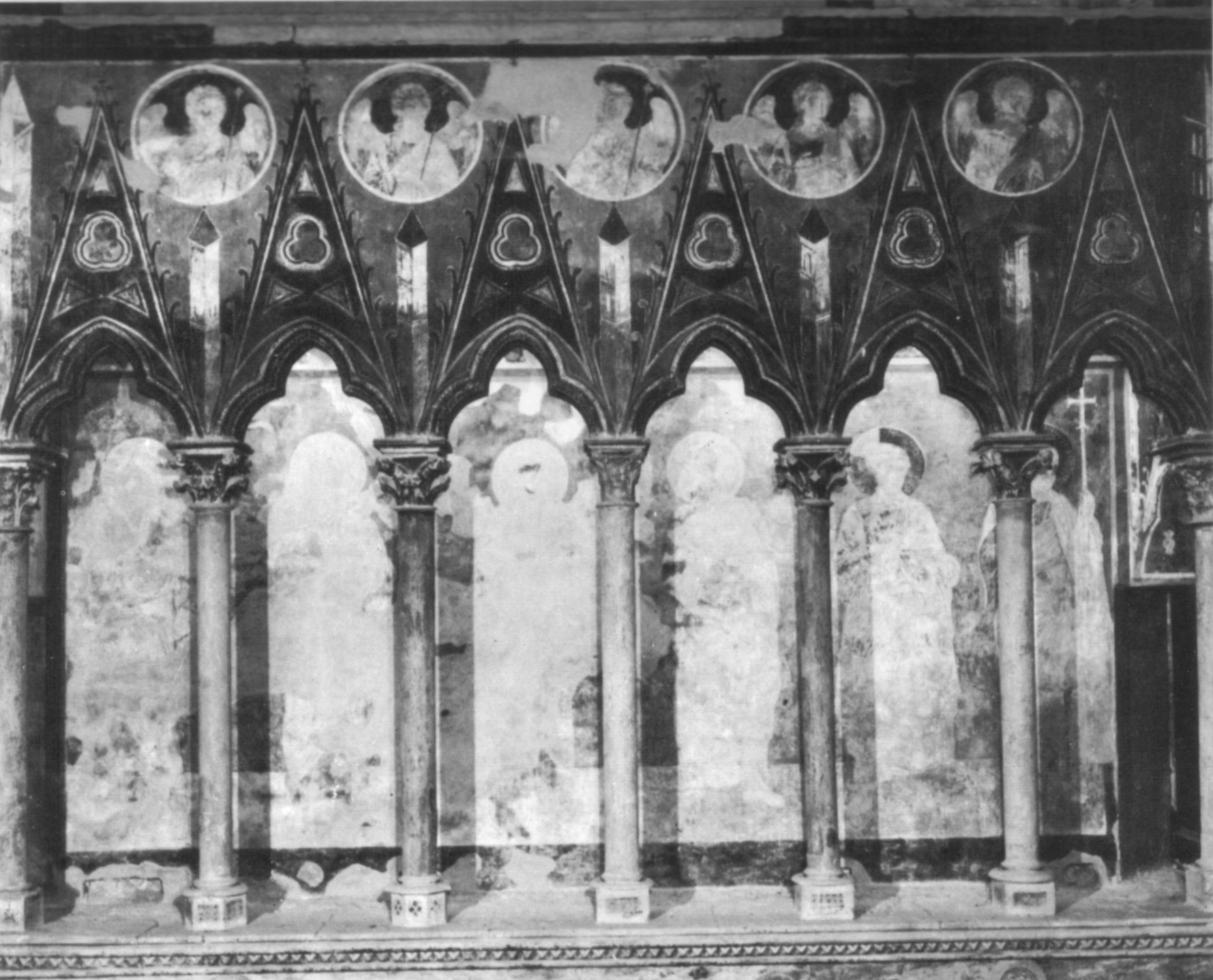
Dettaglio
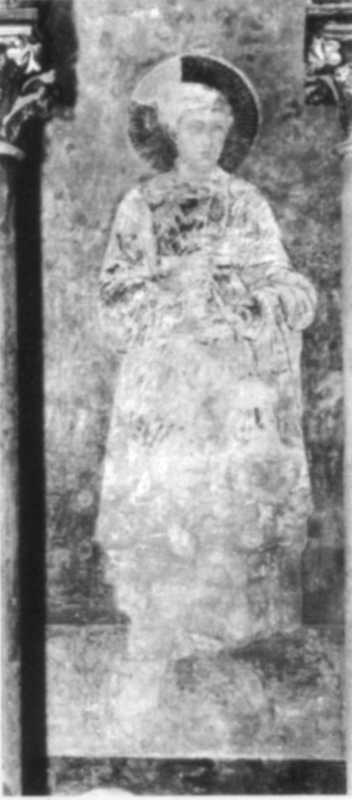
Un santo
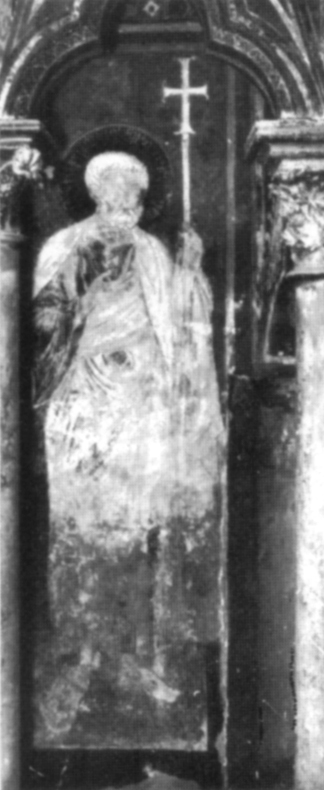
San Pietro?